# Saison 1 des Désastreuses Aventures des orphelins Baudelaire
Chronologie
Saison 2
Cet article présente le guide des épisodes de la première saison de la série télévisée américaine Les Désastreuses Aventures des orphelins Baudelaire.

## Synopsis de la saison
À la suite de l'incendie du manoir Baudelaire et de la mort de leurs parents, Violette, Klaus, et Prunille se retrouvent orphelins.
Monsieur Arthur Poe, le directeur de la banque où est entreposée la grande richesse de la famille, est donc chargé de confier les enfants au parent le plus proche de Monsieur et Madame Baudelaire. Il désigne alors le comte Olaf, un sinistre acteur égoïste et vantard, qui ne cherche qu'à se débarrasser des enfants afin de mettre la main sur leur fortune familiale.
Les trois enfants vont devoir traverser différentes aventures dans l'espoir d’empêcher la réussite du diabolique comte mais aussi pour sauver leurs vies, constamment en danger.
Cependant, et à l'insu des Orphelins, tout au long de leurs malencontreuses aventures, un couple semblent s'intéresser à eux par l'intermédiaire de leurs tuteurs...

## Généralités
- La saison a été diffusée globalement le 13 janvier 2017 dans tous les pays disposant d'un service Netflix.
- Cette saison adapte les quatre premiers volumes de la série littéraire du même nom de Lemony Snicket : Tout commence mal..., Le Laboratoire aux serpents, Ouragan sur le lac et Cauchemar à la scierie.

## Distribution

### Acteurs principaux
- Neil Patrick Harris (VF : Vincent Ropion) : Le comte Olaf
- Malina Weissman (VF : Clara Quilichini) : Violette Baudelaire
- Louis Hynes (VF : Kaycie Chase) : Klaus Baudelaire
- Presley Smith (voix : Tara Strong) : Prunille Baudelaire
- Patrick Warburton (VF : Jérémie Covillault) : Lemony Snicket
- K. Todd Freeman (VF : Jean-Louis Faure) : Mr. Arthur Poe

### Acteurs récurrents
- Usman Ally (VF : Franck Sportis) : Fernald Virelevent / L'Homme aux Crochets
- Matty Cardarople (VF : Christophe Gauzeran) : La Montagne Vivante
- John DeSantis (VF : Grégory Quidel) : L’Homme-Chauve
- Jacqueline Robbins et Joyce Robbins (VF : Denise Metmer) : Les Femmes Poudrées
- Cleo King (VF : Daria Levannier) : Eleanora Poe
- Sara Canning (VF : Barbara Beretta) : Jaquelyn Scieszka
- Cobie Smulders (VF : Valérie Nosrée) : Mère
- Will Arnett (VF : Cyril Monge) : Père

### Acteurs par opus
1. Acteurs apparaissant dans plusieurs opus
  - Luke Camilleri : Gustav Sebald (Tout commence mal… et Le laboratoire aux serpents)
2. Tout commence mal…
  - Joan Cusack (VF : Josiane Pinson) : La juge Judith Sybil Abbott
  - Kaniel Jacob-Cross : Edgar Poe
  - Jack Forrester : Albert Poe
  - Darcey Johnson : le conducteur de tramway
3. Le laboratoire aux serpents
  - Aasif Mandvi (VF : Marc Saez) : Le professeur Montgomery « Oncle Monty » Montgomery
  - Matthew Walker : l’employé du cinéma
4. Ouragan sur le lac
  - Alfre Woodard (VF : Maïk Darah) : Tante Joséphine Siffloti
  - Patrick Breen (VF : Fabien Briche) : Larry
  - Rob LaBelle (VF : Thierry Gondet) : le chauffeur de taxi
  - Daniel Handler : le poissonnier (caméo)
5. Cauchemar à la scierie
  - Don Johnson (VF : José Luccioni) : M. le Directeur
  - Catherine O'Hara (VF : Martine Irzenski) : Dr Georgina Orwell
  - Rhys Darby (VF : Pierre Tessier) : Charles d'Ulcy
  - Chris Gauthier (VF : Nicolas Justamon) : Phil
  - Loretta Walsh (VF : Agnès Cirasse) : Norma Rae
  - Trent Redekop (VF : Vincent Bonnasseau) : Cesar
  - Avi Lake (VF : Alice Orsat) : Isadora Beauxdraps
  - Dylan Kingwell (VF : Jean-Stan DuPac) : Duncan et Quigley Beauxdraps

## Épisodes

### Épisode 1:Tout commence mal…: Partie 1
- : 13 janvier 2017 sur Netflix

- Joan Cusack (VF : Josiane Pinson) : La juge Judith Sybil Abbott (Justice Strauss)
- Luke Camilleri : Gustav Sebald
- Kaniel Jacob-Cross : Edgar Poe
- Jack Forrester : Albert Poe
- Darcey Johnson : le conducteur de tramway

### Épisode 2:Tout commence mal…: Partie 2
- : 13 janvier 2017 sur Netflix

- Joan Cusack (VF : Josiane Pinson) : La juge Judith Sybil Abbott (Justice Strauss)
- Luke Camilleri : Gustav Sebald

### Épisode 3:Le Laboratoire aux serpents: Partie 1
- : 13 janvier 2017 sur Netflix

- Aasif Mandvi (VF : Marc Saez) : Le professeur Montgomery « Oncle Monty » Montgomery
- Luke Camilleri : Gustav Sebald
- Matthew Walker : l’employé du cinéma

### Épisode 4:Le Laboratoire aux serpents: Partie 2
- : 13 janvier 2017 sur Netflix

- Aasif Mandvi (VF : Marc Saez) : Le professeur Montgomery « Oncle Monty » Montgomery

### Épisode 5:Ouragan sur le lac: Partie 1
- : 13 janvier 2017 sur Netflix

- Alfre Woodard (VF : Maïk Darah) : Tante Joséphine
- Patrick Breen (VF : Fabien Briche) : Larry
- Rob LaBelle (VF : Thierry Gondet) : le chauffeur de taxi
- Daniel Handler : le poissonnier (caméo)

### Épisode 6:Ouragan sur le lac: Partie 2
- : 13 janvier 2017 sur Netflix

- Alfre Woodard (VF : Maïk Darah) : Tante Joséphine
- Patrick Breen (VF : Fabien Briche) : Larry
- Rob LaBelle (VF : Thierry Gondet) : le chauffeur de taxi

### Épisode 7:Cauchemar à la scierie: Partie 1
- : 13 janvier 2017 sur Netflix

- Don Johnson (VF : José Luccioni) : M. le Directeur
- Catherine O'Hara (VF : Martine Irzenski) : Dr Georgina Orwell
- Rhys Darby (VF : Pierre Tessier) : Charles d'Ulcy
- Chris Gauthier (VF : Nicolas Justamon) : Phil
- Loretta Walsh (VF : Agnès Cirasse) : Norma Rae
- Trent Redekop (VF : Vincent Bonnasseau) : Cesar
- Avi Lake (VF : Alice Orsat) : Isadora Beauxdraps
- Dylan Kingwell : Duncan et Quigley Beauxdraps

### Épisode 8:Cauchemar à la scierie: Partie 2
- : 13 janvier 2017 sur Netflix

- Don Johnson (VF : José Luccioni) : M. le Directeur
- Catherine O'Hara (VF : Martine Irzenski) : Dr Georgina Orwell
- Rhys Darby (VF : Pierre Tessier) : Charles d'Ulcy
- Chris Gauthier (VF : Nicolas Justamon) : Phil
- Loretta Walsh (VF : Agnès Cirasse) : Norma Rae
- Trent Redekop (VF : Vincent Bonnasseau) : Cesar
- Avi Lake (VF : Alice Orsat) : Isadora Beauxdraps
- Dylan Kingwell : Duncan et Quigley Beauxdraps